# تپه روستای صومعه
تپه روستای صومعه مربوط به دوره اشکانیان است و در شهرستان اردبیل، بخش مرکزی، دهستان غربی، روستای صومعه واقع شده و این اثر در تاریخ ۱۵ دی ۱۳۸۷ با شمارهٔ ثبت ۲۳۹۸۷ به‌عنوان یکی از آثار ملی ایران به ثبت رسیده است.